# Бонч-Осмоловские
Бонч-Осмоло́вские (Осмоловские герба «Бонча») — дворянский род Великого княжества Литовского, Речи Посполитой, Российской империи.

## История рода
Род ведёт начало от Павла Евсеевича (Овсеевича, Авксентьевича) Осмоловского, боярина кричевского замка (Могилёвский повет Великого княжества Литовского). После долговременного пребывания в московском плену Павел Евсеевич получил 5 октября 1511 года подтвердительный «привилей на вечность» (на землю Осмоловичей, «3 службы и 10 пустовщин») от короля польского и Великого князя Литовского Сигизмунда I Старого на сейме в Берестье (Бресте Литовском).
Первое документальное употребление Павлом Евсеевичем герба «Бонча» относится ко 2 апреля 1551 года.
Некоторые потомки четырёх сыновей Павла — Бориса, Степана, Петра и Василия — носили придомок «Бонч» по названию герба «Бонча», имея фамилию Бонч-Осмоловский в Великом княжестве Литовском, в сложившейся на этой территории Речи Посполитой, а затем в Российской империи.
В правление Екатерины, ходатайствуя о древнем дворянстве, род Бонч-Осмоловских прошёл нобилитацию в Российской империи: первоначальное Определение («вывод») состоялось 15 января 1777 года в Мстиславском провинциальном суде. 24 февраля 1808 года в Могилёвском дворянском депутатском собрании род был признан дворянским и внесён в список древних родов, в 6-ю часть Дворянской родословной книги Могилёвской губернии в 1834 году — в 6-ю часть Родословной книги Витебской губернии, в 1861 году — в 6-ю часть Родословной книги Смоленской губернии, в 1873 году — в 6-ю часть Родословной книги Симбирской губернии.
Часть семей Бонч-Осмоловских и Осмоловских были внесены в дворянские родословные книги: в 4-ю часть, во 2-ю и в 3-ю часть Черниговской Родословной книги; во 2-ю часть Родословной книги Бессарабской губ., в 3-ю и в 1-ю часть Минской губ.; в 1-ю часть Родословной книги Могилёвской губ.
Род Коршун-Осмоловских герба Единорожец или Бонча, происходящий от Матуша Осмоловского, из Климовицкого уезда Могилевской губернии, по выводам в Могилёвском ДДС 1792, 1794, 1826, 1832, дополнительным от 1841 и по свидетельству Климовицкой уездной опеки 1826 года, признан и внесён в список родов 6-й части Дворянской родословной книги Могилёвской губернии, а также некоторые семьи в 3-ю часть Родословной книги Минской губернии.
В документе Бонч-Осмоловских от 2 апреля 1551 года М. А. Бонч-Осмоловская обнаружила упоминание города Климовичи, соседнего с Осмоловичами. Эта дата — самое раннее на сегодняшний день упоминание Климовичей, бывших тогда селом: «… старым гостинцем [дорогой] с Климовичами граничащим… <…> У того реестра при печати моей подпись рук такими словами: Павел Авсеевич Осмоловский».

## Имения Бонч-Осмоловских[26]

### XVI век

#### В составе Великого княжества Литовского
Владения: селища, службы, пустовщины, урочища. Все земли в Мстиславском повете
Селища и службы:
Осмоловичи и принадлежащие к нему Гиревичи, Лубянка, Поля, «Селище в земле Клипенской [Кле(ы)пинской]», Стай (Стайки), Шумбор (Шуми Бор).
Урочища и пустовщины
Дегтяревка, лог Домамирский (Домамеричский), Ивашкевичи, Корневичи, Митрохова (позже в документах: Митрахов, Митрихово, Митрохова, Митрива), Могильно, Чулашково, Чурево.

### XVIII век

#### В составе Речи Посполитой и Российской империи
Владения: имения, земли, урочища Могилевской губернии Климовичского уезда
Имения
Осмоловичи (деревня, околица и урочище), а также: Бабиничи, Безводичи, Богдановка, Бокшино, Болешин (деревня и околица), Братьковичи, Бривицкий, Гиревичи, Дегтяревка (деревня и урочище), Ельня, Кривая Нива, Кулики, Лубянка (околица), Медведовка, Поля, Скалин, Стайки (Стай), Тимоново, Федосеевка, Федотовка, Шумовка (Шумов бор).
Земли
Зарецкий бор, Ивашковский бор, Клипинская (Кле(ы)пинская) земля, Немежинская земля, Петровский лес, Старосельский бор, называемый Чертеж урочище.
Урочища
Андреево (Андреева), Артюховичи, Бесятки, Березинская, Боровая Гриневщина, Бривица (Бривида), Будогощ (Будище), Великая Нива, Великий Бор, Войниловец (Войнилова), Волосково, Вотра, Выдрея, Вылазы, Вычиковщина, Гармановщина, Глинище, Городок, Грабузы (Гарбузы), Гразивец, Гразневское, Грамачивец, Гурово, Дединищи (Детинище), Добрая Вода, Довги, Дубейковщина, Дуброво (Дуброва Лукина), Елецкая, Елки, Есиковщина, Ждановщина, урочище Заболешин («кое именуется Мечином в земле Клипинской»), Заболотье, Зады, Заевник, Залозы, Залужье, Запрудина, Зародище, Захватовское, Зубровка, Ивашковичи, Калимич, Калитка на Гурееве (Гирееве), Киреевщина, Кокот, Коленица, Колесниковское, Кореневка, Корма, Краеровщина (Крееровщина), Кричевщина, Лазовка, Лебедка, Лепковичи, Лицковщина, Ловишовское (Ловшовское), Лядище (Ляда), Маковье, Малафеево, Марковищина, Медведовка, Мисниковский, Митрахов (Митрихово, Митрохова, Митрива), Мишутинское, Могильно (или Дорогин), Моховое, Найвонкевичи, Насыревщина, Немировщина, Непревщина, Несоновская, Новинки, Пацевичи, Орлово болото (Орлы), Осиновица (Осиновцы), Осов, Павловичи, Петраковское, Печин, Плесы, Подевичи (Подсевичи, Подсевище), Подобедовщина, Ро-
гоза (Разоша, Розоск), Русиловцы (Русиловка или Гайковка), Селецк, Селище, Семигощ (Семихоч), Сидковщина (Сядотовщина), Старинки, Староселье, Суровщина, Сутоки, Татарское болото, Толстуха в Гриневщине, Узровье, Улазова (Улазков), Усохи, Усполье, Федотовское, Хлусевщина, Шич, Яница(ы) «в околице Осмоловичах».
Могилевской губернии Мстиславского уезда
Галковичи, околица Крутая (сельцо Крутое) с фольварками, Пирогово, Саприновичи, Селедцовка.
Могилевской губернии Чериковского уезда
фольварк Крамники (Крамник).
Минского воеводства (губернии, наместничества)
фольварк Кулики.
Новгород-Северского наместничества (с 1796 года — Малороссийская губерния) Глуховского повета (уезда), одного из центров Запорожской Сечи
Берёзовый Гай «с пляцами», село Орловка, Шматово.

### XIX век

#### В составе Российской империи
Владения: имения и урочища. Часть последних сохранилась в виде земель, часть превратилась в хутора, как, например, урочище Андреево стало Андреевским хутором с принадлежащей к нему землёй. Или некоторые имения возникли из урочищ, например Домамеричи.
Могилевской губернии Климовичского уезда
Имения
Осмоловичи (деревня, околица и фольварк), а также: Андреевский хутор (околица Тимоновской волости), Антоновка (село), Антоновка (хутор Костюковичской волости), Антоновка Малая (хутор Костюковичской волости), Богдановка (фольварк), Богухвал (имение Роднянской волости), Болешин (деревня и околица), Буда (фольварк Забелышинской волости), Будочка, Буховка, Быстрица, Вязовец (деревня и фольварк Костюковичской волости), Гире(е)вичи (деревня Тимоновской волости), Городешня, Ёлки, Ельня (фольварк и имение Забелышинской волости), Затишье (хутор Костюковичской волости), Заходы (фольварк Роднянской волости), Зелёная Нива, Киселёв хутор (Тимоновской волости), Киселевка (Костюковичской волости), Клов (имение Тимоновской волости), Кохоновка (фольварк Хотовижской волости), Лубянка (деревня и околица Тимоновской волости), Медведовка с урочищем Великой Нивой, Мужичок (фольварк Забелышинской волости), Мысле(и)вщина (деревня, фольварк и хутор Роднянской волости), Орловка (два имения Забелышинской волости), Осовец (хутор Тимоновской волости), Островичи, Островы (хутор Роднянской волости), Петрово (хутор Роднянской волости), Подпинск (часть), Поля, Потаповка (хутор Милославичской
волости), Родня (деревня, местечко, имение и фольварк Роднянской волости), Селище (фольварк Березковской волости), Синявецкий (хутор Березковской волости), Слободка (Тимоновской волости), Совна (деревня, два фольварка, два хутора Милославичской волости), Стайки (Тимоновской волости, также деревня и фольварк Роднянской волости), Судилы (часть), Тимоново, Федосеевка, Федотовка (две деревни), Фроловка
(фольварк Роднянской волости), Шестеровка (Милославичской волости), Шумовка (деревня и фольварк Тимоновской волости), Яновка (две деревни — Хотимской волости и Костюковичской волости), Ярошовка.
Могилевской губернии Могилевского уезда
имение Песчанка.
Могилевской губернии Мозырского уезда
имения Буйковичи и Стодоличи.
Могилевской губернии Мстиславского уезда
Крупня (имение Любавичской волости), Осмоловичи (деревня и два фольварка Старосельской волости), Крутая (околица с деревней и фольварками Любавичской волости).
Могилевской губернии Рогачевского уезда
Осмоловичи (деревня Довской волости).
Могилевской губернии Чериковского уезда
Александрово (фольварк Самотеевичской волости), Крамник (фольварк Братьковичской волости), Сененка (хутор Дубровицкой волости), Цикуны (имение), Яновка (имение).
Витебской губернии Суражского повета (уезда)
имение Полово.
Минской губернии Пинского уезда
имение Островичи.
Минской губернии Игуменского уезда
Блонь с фольварками Антонов (Антоново), Борисовка, Леусово (Любин), Логожанка, Репище, Ровкач (Ровчаг), Сиротка.
Смоленской губернии Рославльского уезда
Большие Озобичи, Дмитриевское, Каменка (две — Ковалевской и Хорошевской волостей),
Новоселки, Целобановка; Боханской волости имение Росточино.
Симбирской губернии Буинского уезда
имение Неплевка с деревнями Архангельское, Знаменское, Колюпановка, Лукина, Сычовка.
Смоленской губернии Дорогобужского уезда
имение Семендяево.
Черниговской губернии Конотопского уезда
село Сосновка.
Бессарабской губернии Ясского уезда
село Беличин.

## Герб
Изображение выше: «В голубом поле белый единорог, похожий на лошадь. Его передние ноги подняты и направлены в правую сторону щита. На его голове витой рог. На шлемовой короне половина единорога, такого же, как на щите. Окольский считает, что единорог был не на голубом, а на красном поле и повернут вправо. … Все согласны в том, что герб Бонча перенесён в Польшу из Италии, после принятия Польшей христианской веры».

То есть этот герб имеет не польское, а итальянское происхождение.
Гербы Бонча видоизменённые:
- три звезды в синем поле;

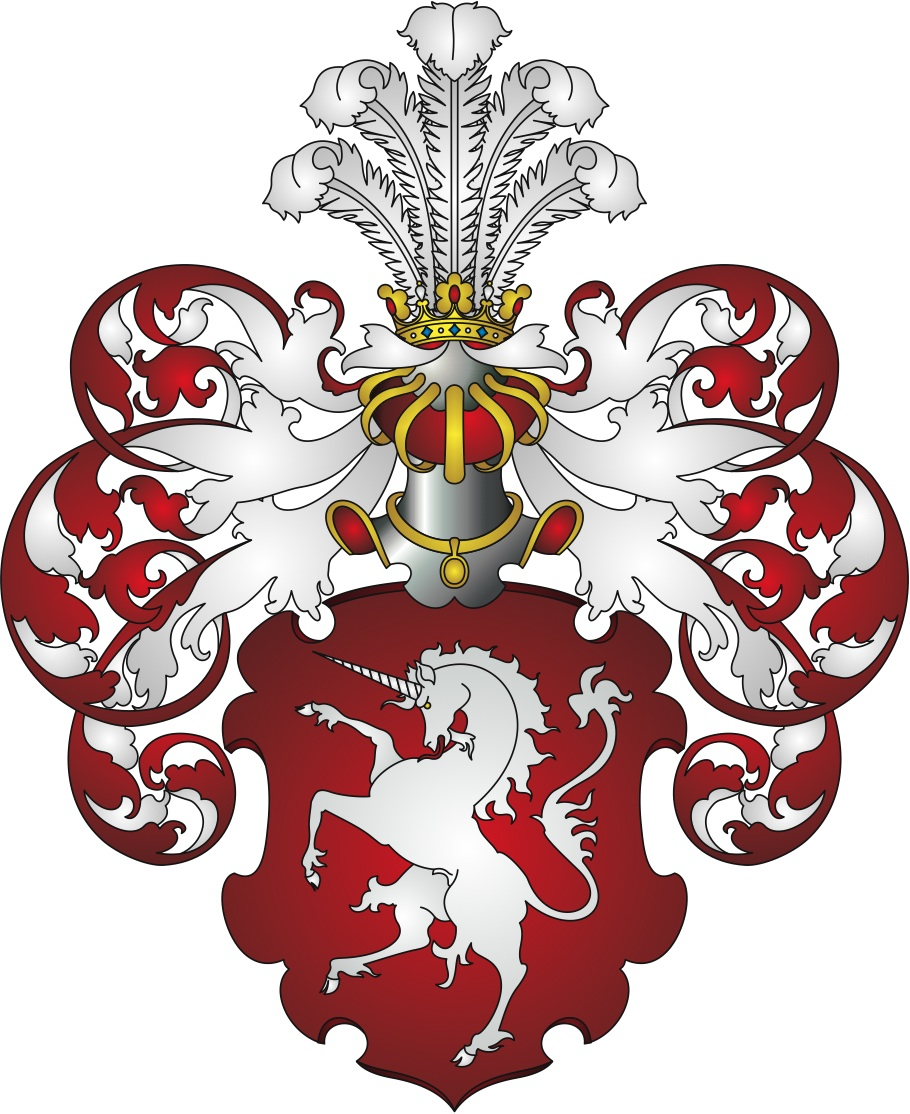
Герб Осмоловский

- синее поле, 5 страусиных перьев в нашлемнике вместо второго единорога;
- красное поле, два единорога.[29]

Герб «Осмоловский» (справа) употреблялся малороссийской ветвью рода Осмоловских, прошёл регистрацию в Черниговском ДДС. Красное поле, 5 страусиных перьев в нашлемнике вместо второго единорога.

## Известные носители фамилии
Род Осмоловских герба Бонча — шляхетский (время Великого княжества Литовского), затем дворянский (Российской империи) жил очень компактно по крайней мере с 1511 года в Мстиславском воеводстве на берегах реки Лобжи (сейчас Лобжанка) в селе Осмоловичи и принадлежащих к нему деревнях и фольварках. Все насельники были связаны между собою родством. В предлагаемом списке выбраны персоналии, которые оставили свой след в церковном служении, на гражданской и военной службе.

### Бонч-Осмоловский
- Бонч-Осмоловский, Павел Евсеевич (Овсеевич, Авсеевич) (1581—1586) — один из первых известных представителей рода Бонч-Осмоловских. Господарский (королевский) боярин замка г. Кричева Мстиславского воеводства. Получил подтвердительный привилей на отцовское имение — первый письменный документ рода (1511).
- Бонч-Осмоловский, Иван Васильевич — «Скарбовый дворянин» (казначей) Мстиславского воеводства (1663—1697).
- Бонч-Осмоловский, Григорий Гаврилович — правнук Ивана Васильевича, мостовничий Мстиславского воеводства (1777, 1779). Назначен в Климовичский нижний земский суд (1781).
- Бонч-Осмоловский, Антон — подстолий мстиславского замка (1767, 1785).
- Бонч-Осмоловский, Леон (до 1768) — мстиславский земский наместник, земский регент, вице-регент гродского суда (1758, 1765).
- Бонч-Осмоловский, Ян — ротмистр мстиславский (1771), смотритель Осмоловичей (1778). Войсковой писарь Великого княжества Литовского, получил во владение Есмонское староство в Оршанском повете (1782).
- Осмоловский (Бонч), Петр Мартинович (до 1891) — в монашестве Пафнутий, православный, иерей, скитоначальник и духовник братии Оптиной пустыни (1853). Игумен, затем архимандрит, настоятель Малоярославецкого Черноостровского монастыря (1862).
- Осмоловский (Бонч), Петр (1838—1924) — в монашестве Адриан, католик, священник. Настоятель монастыря (1876), исповедник. Причислен к лику блаженных католической церкви.
- Бонч-Осмоловский, Карл Осипович (1788—1848) — полковник артиллерии (1827). Участник Бородинского боя, отличился при генеральном сражении (1812), повторно при Малоярославце, получил два звания за два месяца. Участник Заграничных походов. В течение 1813—1814 за выдающуюся храбрость был отмечен 11 раз и стал кавалером, в том числе: ордена Св. Анны 4 ст. с надписью «За храбрость» (Аннинское оружие), Св. Владимира 4 ст. с бантом, ордена Св. Георгия 4 ст. За взятие Парижа в марте 1814 награждён Золотой шпагой с надписью «За храбрость». В 1813—1827 четыре раза удостаивался Высочайшего благоволения. Был женат на Е. П. Катаржи из магнатской фамилии Бессарабии; с её отцом находился в близких отношениях А. С. Пушкин.
- Бонч-Осмоловский, Фёдор Александрович (1836—1900) — генерал-лейтенант (1897). Участник Русско-турецкой войны, в том числе сражения на Чёрной речке под Севастополем (1855). Служил в Образцовом учебном пехотном батальоне, к которому были прикомандированы члены императорской фамилии (1861). Получил многие награды в состязаниях в Высочайшем присутствии (1861—1867). Переведён в лейб-гвардии Семёновский полк (1866). У четверых старших детей «восприемником от купели» (крестным отцом) был император Александр II. Буинский уездный воинский начальник, Симбирская губерния (1875—1888). Почётный мировой судья по Буинскому округу (1878; 1900). Командир 158-го пехотного Буинского полка (1888—1896). Командир Западно-Сибирской линейной бригады (1897—1899). Начальник Верненского гарнизона (1898; в будущем Алма-Ата).
- Бонч-Осмоловский, Николай Васильевич (1847—?) — генерал-майор (1906). Двоюродный брат Фёдора Александровича. Участник русско-японской войны. Доверенное лицо офицерского заёмного капитала и член суда Общества офицеров (1886). Церковный староста (1889). Председатель батальонного суда на полный срок (1891). Командир 5-го Военно-телеграфного парка (1892—1894) и 16-го Сапёрного батальона (1894—1907). Кавалер орденов Станислава 2 ст. (1885), Анны 2 ст. (1892), Владимира 4 ст. (1899).
- Бонч-Осмоловский, Борис Фёдорович (1870—1919) — старший сын Фёдора Александровича. Доктор медицины Фрайбургского университета (1895). Старший врач Херсонской губернской земской больницы, заведующий хирургическим отделением (1905—1911; 1914). Председатель Общества врачей Херсона (1908). Городской голова Херсона (1918). Умер от сыпного тифа.
- Бонч-Осмоловский, Михаил Фёдорович (1871—1918) — средний сын Фёдора Александровича. Председатель Буинской уездной земской управы (1901—1906), одновременно Буинский уездный предводитель дворянства (1903—1906). Видный общественный деятель Симбирска и уезда. Вновь избран председателем Буинской уездной земской управы (1916).
- Бонч-Осмоловский, Василий Васильевич (1864—1919) — генерал-лейтенант (1914). Заведующий судной частью Главного штаба (1898). Начальник отделения Управления дежурного генерала Главного штаба (1908), состоял в числе двух генералов, положенных по штату при Главном штабе (1910—1914), а затем Административного отдела Главного штаба (1914). Имел три образования, в том числе археологическое (1902). Член совета Общества вспоможения бедным храма Покрова Пресвятой Богородицы в Большой Коломне в СПб. (1907). Ктитор церкви Св. Георгия Победоносца при Главном штабе (1914). Расстрелян большевиками в лагере на территории Иоанно-Предтеченского монастыря в Москве.
- Бонч-Осмоловский, Николай Васильевич (1865—1920) — полковник (брат Василия Васильевича). Участник Русско-японской войны, выдержал всю осаду Порт-Артура. Командир 3-го Сибирского мортирного артиллерийского дивизиона (1917). В Первой мировой войне с 1914 по 1918 участвовал в 18 операциях. Награждён многими орденами и медалями, в том числе: Св. Анной 4 ст. с надписью «За храбрость», Золотым оружием с надписью «За храбрость». Получил Высочайшее благоволение. Служил в армии Колчака в Красноярске. В Нижнеудинске Иркутской губернии руководил офицерским восстанием против большевиков (1918). Начальник дивизиона тяжелой артиллерии (1919). Расстрелян большевиками в Красноярске в одно время с генералом Гулидовым — последним командующим Минусинским фронтом.
- Бонч-Осмоловский, Евгений Спиридонович — участник Русско-турецкой войны (1877—1878), в том числе обороны Шипкинского перевала. Среди других орденов имел Св. Анну 4‑й ст. с надписью «За храбрость». На гражданской службе — в Министерстве финансов, в Государственном контроле (1884). Контролёр Закаспийской железной дороги (1899).
- Бонч-Осмоловский, Виктор Дмитриевич (1875—1940/1941) — прошёл Русско-японскую войну. Член бригадного суда, бригадный казначей (1905). В Первую мировую войну имел множество орденов, в том числе Св. Анны 4 ст. с надписью «За храбрость» (1915). Подполковник (1915), командир 2-й батареи 40-го мортирного артиллерийского дивизиона. В Гражданскую войну командовал 3-м Одесским (Херсонским) корпусом, затем Волынской группой. Позже — помощник начальника Запорожской группы. Арестован и сослан в Казахстан (1940). Дальнейшая судьба неизвестна.
- Бонч-Осмоловский, Василий Павлович (1860—?) — юрист. Служил в департаменте государственного казначейства Министерства финансов (1891). От министерства назначен в Комитет управления водных путей и шоссейных дорог (1900). Имел ордена и медали, дважды Высочайшее благоволение (1912, 1913). Один из шести членов-сотрудников СПб парусного клуба (1905). Действительный статский советник (1909).
- Бонч-Осмоловский, Иосиф Александрович (1831—1879) — председатель Вилькомирской поверочной комиссии Ковенской губернии (1864), в этом же году — член Минского губернского по крестьянским делам присутствия, «назначенный с Высочайшего соизволения». Почётный Мировой судья Игуменского округа Минской губернии. Председатель Минской палаты уголовного и гражданского суда (1867). Одновременно — директор губернского Детского приюта, член губернского Статистического комитета, сопредседатель губернского Присутствия по обеспечению православного духовенства, член губернского Церковно-строительного присутствия (1871). В этом же году получил Высочайшее благоволение. Действительный статский советник (1876).
- Бонч-Осмоловский, Анатолий Осипович (1857—1930) — сын Иосифа Александровича. Революционер-народник. Был в близких отношениях с партией «Земля и воля», позже состоял в «Чёрном переделе». Многократно был в ссылке и судим, в том числе Виленской судебной палатой (1910). Во время Первой мировой войны работал в организациях помощи беженцам. В Февральскую революцию избран гласным в Московскую городскую думу. После Октябрьской революции член исполнительного комитета Владимирского Совета крестьянских депутатов, гласный Московской городской думы (1917). Делегат Всебелорусского съезда в Минске (1917). Член президиума Белорусского центрального сельскохозяйственного союза (1920). Член Всесоюзного Общества политкаторжан и ссыльно-поселенцев (1925). Похоронен на Новодевичьем кладбище.
- Бонч-Осмоловский, Иван Анатольевич (1881—1969) — сын Анатолия Осиповича. Общественно-политический деятель в предреволюционное время, юрист. Разделял взгляды отца, занимался революционной деятельностью, всего арестовывался шесть раз. Был осуждён на четыре года ссылки под надзор полиции в Усть-Каменогорск по делу «Об организации кружка саморазвития среди крестьян села Блонь». Принял участие в организации Всероссийского крестьянского союза (1905) и Трудовой группы Первой государственной Думы[31]. Составил сборник выступлений членов Трудовой группы государственной Думы первого созыва (1906). Секретарь Трудовой группы Второй государственной Думы (1907).
- Бонч-Осмоловский, Родион Анатольевич (1884—1938) — сын Анатолия Осиповича. Экономист. С отцом и матерью занимался революционной деятельностью. Эсер. В разные годы был в ссылке и сидел в тюрьме. В советское время председатель Игуменского продовольственного комитета, затем председатель Игуменской уездной земской управы, член Минского губернского земельного комитета, заведующий общественным питанием в Минском городском продовольственном комитете (1917—1920). Секретарь (1923), затем председатель сельскохозяйственной секции Госплана БССР и член президиума Государственной плановой комиссии при СНК БССР (1925). Дважды был арестован КГБ: первый срок отбывал на Беломорканале, второй раз был расстрелян на допросе.

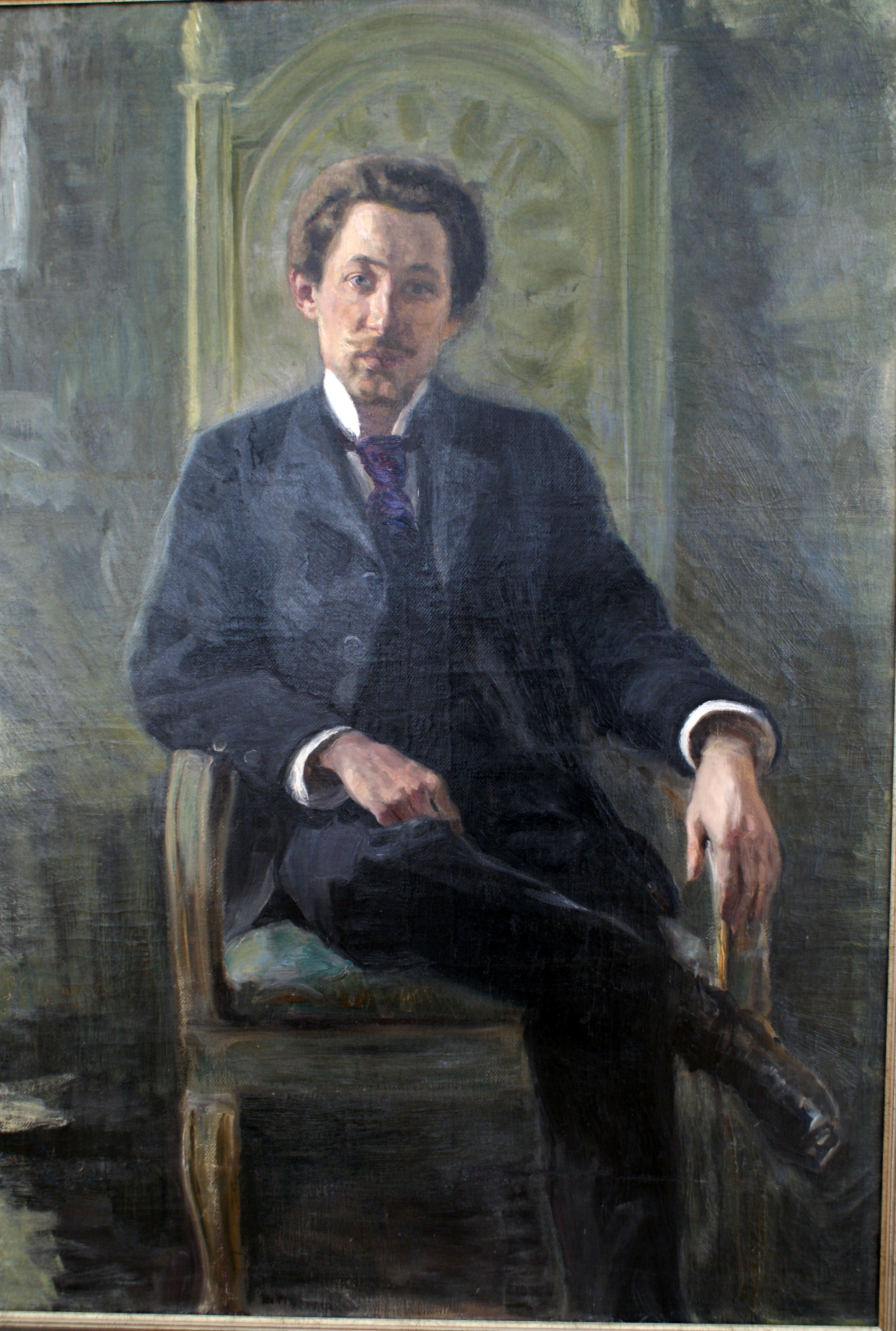
Николай Георгиевич Бонч-Осмоловский (1883—1968). Автор портрета — Лев Альперович

- Бонч-Осмоловский, Глеб Анатольевич (1890—1943) — сын Анатолия Осиповича. Антрополог, археолог, этнограф, геолог, доктор исторических наук. Сотрудник Этнографического отдела Русского музея (1922). Впервые в СССР обнаружил остатки неандертальского человека в гроте Киик-Коба (Крым; 1924). Старший научный сотрудник Государственной Академии истории материальной культуры (сначала ГАИМК, затем ИИМК), старший специалист и заведующий Четвертичного отдела Геологического института АН СССР. Член Правления Ленинградского отделения РОПИК (Российского общества по изучению Крыма; 1930—1933). Арестован КГБ (1933), был в Ухтпечлаге, снята судимость (1941). 1-й том «Грот Киик-Коба» (1940), 2-й «Кисть ископаемого человека из грота Киик-Коба»(1941), 3-й «Скелет стопы и голени ископаемого человека из грота Киик-Коба» посмертно (1954). Могила на Арском кладбище Казани — памятник федерального значения.
- Бонч-Осмоловский, Николай Георгиевич (1883—1968) — художник. Художник-технолог. Участник выставок. Сотрудничал с архитекторами, расписывал несколько храмов. Создавал плафоны, интерьеры, делал витражи, разрабатывал глазури и эмали; создал кремниевую темперу. Трест «Асбостром» выпускал созданные им новые краски. Член Союза художников.
- Бонч-Осмоловский, Евгений Евгеньевич (1908—1969) — хирург. Прошёл Великую Отечественную войну. Главный хирург Белорусского военного округа (1950—1957), полковник медицинской службы (1955), кавалер Ордена Красного Знамени (25.03.1945), двух орденов Красной Звезды (1944, 1956) и Отечественной войны II ст. (1943), награждён медалями, в том числе польской «За Одер, Нису и Балтику» (1946) и именной проф. А. А. Вишневского. Имел 18 благодарностей Верховного Главнокомандующего Советского Союза Сталина. Участник встречи на Эльбе (1945). Заслуженный врач БССР (1968).[32]
- Бонч-Осмоловский, Михаил Александрович (1919—1975) — советский шахматист, мастер спорта СССР (1951). Доктор технических наук, доцент.

### Бонч-Осмоловская

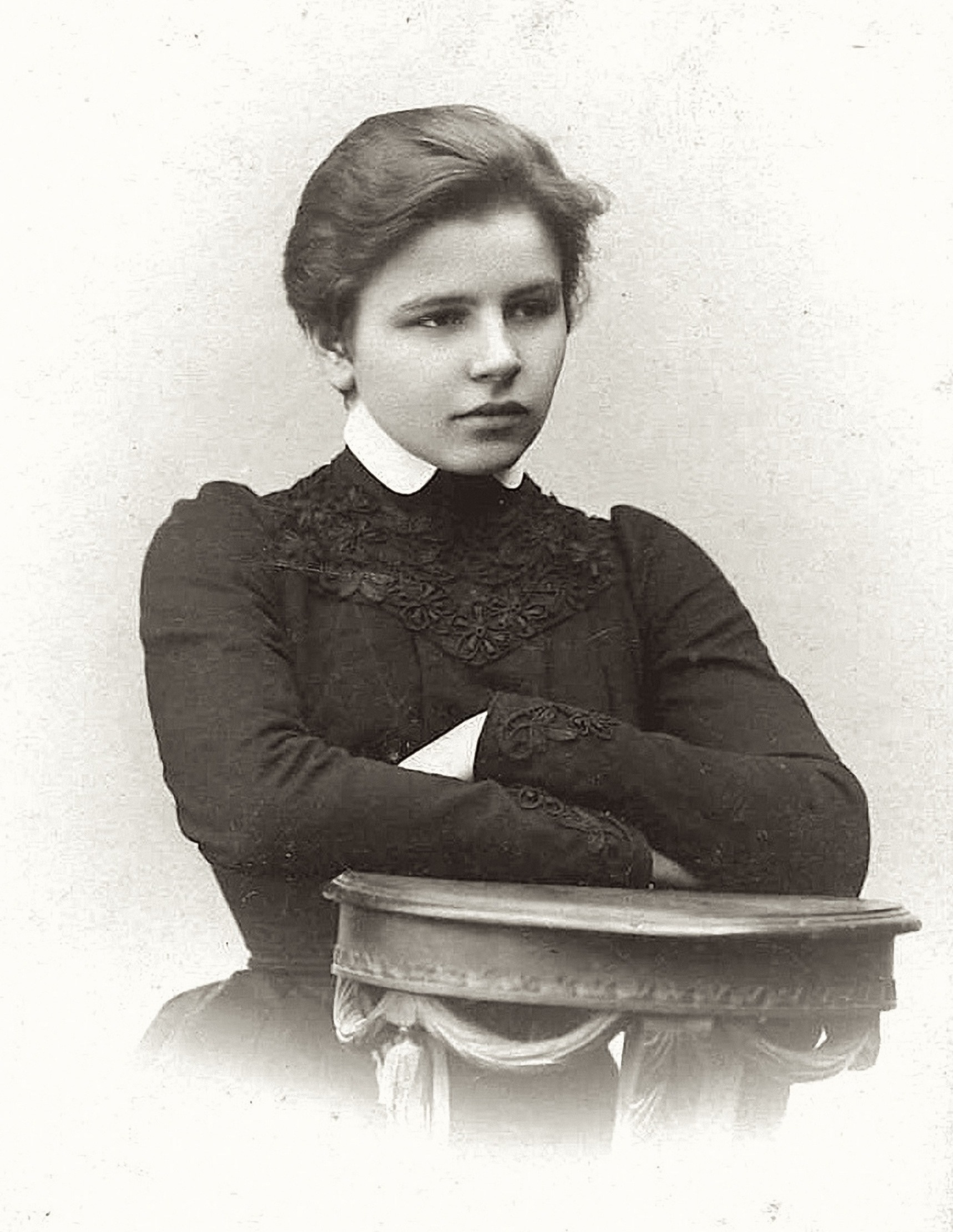
Ирина Анатольевна Бонч-Осмоловская (1897—1898)

- Бонч-Осмоловская, Ирина Анатольевна (1882—1941)[33] — дочь Анатолия Осиповича. Хирург. С родителями занималась революционной деятельностью, член РСДРП (1899). Участвовала в демонстрации у Казанского собора, была ранена (1901). Добровольно отправилась в ссылку в Усть-Каменогорск с сосланными отцом и братом Иваном (1902). Вместе с отцом была на баррикадах Красной Пресни в Москве в группе М. Соколова по кличке «Медведь» (1905). Одна из первых женщин-хирургов на фронтах Первой мировой войны (1915—1917). Доцент 2-й хирургической клиники Белорусского государственного медицинского института (Минск; 1923—1933). Доклад на Первом Всебелорусском съезде хирургов, гинекологов и акушеров (1929). Умерла от голода в блокаду Ленинграда (1941). Её гражданский муж — С. К. Вржосек, адвокат, литератор.
- Бонч-Осмоловская, Александра Георгиевна (1890—1980) — педагог, заместитель директора Карело-Финского учительского (затем педагогического) института. Заместитель директора по учебно-научной части Института усовершенствования учителей, заведовала кафедрой русского языка. Заслуженный учитель школы Карело-Финской ССР (1946). Народный депутат, занимала должность заместителя Председателя Президиума Верховного Совета КФССР первого созыва. Была награждена медалями, орденом Трудового Красного Знамени и орденом Ленина (1946).
- Бонч-Осмоловская, Елизавета Александровна (род. 1951) — доктор биологических наук (1994), профессор (2013), член-корреспондент РАН (2016), заведующий кафедрой микробиологии биофака МГУ (2018).
- Бонч-Осмоловская, Марина Андреевна — прозаик, член Союза писателей России (1998). Автор романов «Золотое руно», «Южный крест», рассказов и публицистики, книги «500 лет рода Бонч-Осмоловских». Внучка Г. А. Бонч-Осмоловского.
- Бонч-Осмоловская, Анастасия Александровна (род. 1975) — российский лингвист, руководитель Центра по цифровым гуманитарным исследованиям НИУ ВШЭ.